# Anaciaeschna martini
Anaciaeschna martini – gatunek ważki z rodziny żagnicowatych (Aeshnidae). Występuje w Azji Południowo-Wschodniej i Wschodniej – stwierdzony w Japonii, na Tajwanie, w Wietnamie, Tajlandii, Korei Południowej oraz w prowincjach Guangdong i Kuejczou w południowych Chinach.